# Фьорони, Джузеппе
Джузеппе Фьорони (итал. Giuseppe Fioroni; род. 14 октября 1958, Витербо) — итальянский политик, министр просвещения (2006—2008).

## Биография
Родился 14 октября 1958 года в Витербо, получил высшее медицинское образование.
С 1985 по 1995 год — депутат коммунального совета Витербо от ХДП, с 1989 по 1990 год — депутат провинциального совета Витербо. С 3 марта 1989 по 8 мая 1995 года — мэр Витербо, с 1995 по 1999 год — депутат коммунального совета Витербо от ИНП, в 1999—2004 годах — депутат коммунального совета Градоли от левоцентристской коалиции.
В 1996 году избран в Палату депутатов при поддержке коалиции «Олива» и возглавил сектор здравоохранения в руководстве ИНП. В 2001 году переизбран в парламент и вошёл во фракцию партии «Маргаритка», возглавил партийный департамент политики социальной солидарности.
17 мая 2006 года назначен министром просвещения во втором правительстве Проди, 23 мая 2007 года вошёл в число 45 членов Национального комитета по организации Демократической партии. В 2008 и 2013 годах переизбран депутатом, стал вице-президентом Фонда «Италия-США».
Парламентские выборы 2018 года принесли тяжёлое поражение левоцентристам во 2-м избирательном округе Лацио — список ДП получил поддержку только 16,1 % избирателей, пропустив вперёд Движение пяти звёзд, а лично Фьорони в одномандатном округе уступил кандидату Братьев Италии Мауро Ротелли.